# Моненембо, Тьерно
Тьерно Моненембо, собственно Тьерно Сайду Диалло (фр. Tierno Monénembo, Thierno Saïdou Diallo, 21 июля 1947, Поредака, Гвинея) — гвинейский писатель, пишет на французском языке.

## Биография
Спасаясь от диктаторского режима Секу Туре, в 1969 бежал в Сенегал, затем в Кот д’Ивуар. В 1973 приехал во Францию, защитил диссертацию по биохимии в Лионском университете. Преподавал в Марокко и Алжире. Приглашенный профессор в Миддлбери-колледже (Вермонт, США).
Как писатель дебютировал в 1979. Живёт во Франции.

## Произведения
- 1979 : Les Crapauds-brousse, Seuil
- 1986 : Les Écailles du ciel, Seuil
- 1991 : Un rêve utile, Seuil
- 1993 : Un attiéké pour Elgass, Seuil (роман входит в число ста лучших африканских книг XX века)
- 1995 : Pelourinho, Seuil
- 1997 : Cinéma: roman, Seuil
- 2000 : L’Aîné des orphelins, Seuil (Премия Тропики)
- 2004 : Peuls, Seuil
- 2006 : La Tribu des gonzesses: théâtre, éditions Cauris
- 2008 : Le Roi de Kahel, Seuil (Премия Ренодо)
- 2012 : Чёрный террорист/ Le Terroriste noir, Seuil (премия Ахмаду Курумы, Эркмана-Шатриана, Большая Палатинская премия)